# Far Hills
Far Hills ist eine Stadt im Somerset County, New Jersey, USA. Das U.S. Census Bureau ermittelte bei der Volkszählung 2020 eine Einwohnerzahl von 924.

## Geographie
Die geographischen Koordinaten der Stadt sind 40°41'13" nördliche Breite und 74°38'0" westliche Länge.
Nach dem amerikanischen Vermessungsbüro hat die Stadt eine Gesamtfläche von 12,7 km², wovon 12,6 km² Land und 0,2 km² (1,22 %) Wasser ist.

## Demographie
Nach der Volkszählung von 2000 gibt es 859 Menschen, 368 Haushalte und 253 Familien in der Stadt. Die Bevölkerungsdichte beträgt 68,2 Einwohner pro km². 96,04 % der Bevölkerung sind Weiße, 0,81 % Afroamerikaner, 0,12 % amerikanische Ureinwohner, 2,10 % Asiaten, 0,00 % pazifische Insulaner, 0,00 % anderer Herkunft und 0,93 % Mischlinge. 3,61 % sind Latinos unterschiedlicher Abstammung.
Von den 368 Haushalten haben 22,6 % Kinder unter 18 Jahre. 59,5 % davon sind verheiratete, zusammenlebende Paare, 5,7 % sind alleinerziehende Mütter, 31,3 % sind keine Familien, 25,5 % bestehen aus Singlehaushalten und in 6,8 % Menschen sind älter als 65. Die Durchschnittshaushaltsgröße beträgt 2,33, die Durchschnittsfamiliengröße 2,76.
18,4 % der Bevölkerung sind unter 18 Jahre alt, 3,5 % zwischen 18 und 24, 28,8 % zwischen 25 und 44, 32,8 % zwischen 45 und 64, 16,5 % älter als 65. Das Durchschnittsalter beträgt 45 Jahre. Das Verhältnis Frauen zu Männer beträgt 100:88,8, für Menschen älter als 18 Jahre beträgt das Verhältnis 100:88,9.
Das jährliche Durchschnittseinkommen der Haushalte beträgt 112.817 USD, das Durchschnittseinkommen der Familien 149.095 USD. Männer haben ein Durchschnittseinkommen von 90.000 USD, Frauen 46.607 USD. Der Prokopfeinkommen der Stadt beträgt 81.535 USD. 2,5 % der Bevölkerung und 0,8 % der Familien leben unterhalb der Armutsgrenze, davon sind 3,8 % Kinder oder Jugendliche jünger als 18 Jahre und 1,2 % der Menschen sind älter als 65.